# 존 윌리엄스 (작곡가)
존 타우너 윌리엄스(영어: John Towner Williams, 1932년 2월 8일 ~ )는 미국의 서양고전음악 작곡가, 지휘자이자 영화 음악 작곡가이다.
그는 60여 년 간의 활동 기간 중에 《죠스》, 《스타 워즈》, 《슈퍼맨》, 《E.T.》, 《인디아나 존스》, 《나 홀로 집에》, 《쥬라기 공원》, 《해리 포터와 마법사의 돌》등 유명 영화들의 영화 음악을 작곡하였으며, 1984년 미국 LA 올림픽의 테마곡, 1988년 대한민국 서울 올림픽의 테마곡, 1996년 미국 애틀랜타 올림픽의 테마곡, 2002년 미국 솔트레이크 시티 동계 올림픽의 테마곡, NBC 저녁 뉴스의 오프닝 테마곡을 포함한 여러 연주곡들을 작곡하였다. 그는 가장 위대한 영화음악가 중 한 명으로 꼽히며, 스타워즈 사운드 트랙은 영화 음악에 대한 편견과 우월감을 가지고 있던 기존 클래식 음악계의 편견을 허무는데 크게 일조했다. 스타워즈 사운드 트랙 이후 보스턴 심포니 오케스트라의 음악 감독이었던 세이지 오자와는 존 윌리엄스를 보스턴 팝스 오케스트라(Boston Pops Orchestra)의 지휘자로 영입하여 1980년부터 1993년까지 보스턴 팝스의 상임 지휘자로 있었으며, 현재는 명예 지휘자이다. 보스턴 심포니와 단원이 공유되는 보스턴 팝스의 일부 연주자들은 여전히 영화 음악에 대한 편견과 우월감으로 존 윌리엄스의 지휘를 조롱하고 무시하여 갈등을 빚어 존 윌리엄스가 이에 격분하여 사임했다가 다시 복귀하기도 한다. 2004년 미국 케네디 센터 공연 예술 평생 공로상을 받았다.

## 생애 초기
존 윌리엄스는 1932년 2월 8일, 미국 뉴욕 퀸스에서 태어나 자랐으며, 뉴욕에서 활동한 재즈 드럼 연주자 아버지로부터 영향을 받아 어린 시절부터 음악을 가까이 하였다. 그의 가족은 1948년에 캘리포니아, 로스앤젤레스로 이사를 하였고, 그는 그곳에서 노스할리우드 고등학교 (North Hollywood High School)와 캘리포니아 대학교 로스 앤젤레스 (UCLA)를 다녔다. 동시에 마리오 카스텔누오보테데스코와 함께 음악 공부를 하기도 했다.
1952년, 그는 미국 공군에 입대한 뒤 군악대에서 지휘와 편곡 경험을 쌓았고, 1955년 제대 후엔 뉴욕으로 돌아와 줄리아드 학교를 다니며 피아노를 공부했다. 더불어 그의 아버지와 마찬가지로 뉴욕의 여러 재즈 클럽에서 재즈 피아니스트로 활동했다. 1960년대 초, 그는 편곡자로서 "리틀 조니 러브 (Little Johnny Love)"라는 예명으로 활동하였고, 프랭키 레인의 음반 작업에도 참여했다.
그는 미국의 영화음악가·작곡가로서 영화 《스타워즈 Star Wars》,《E.T. The Extra-Terrestrial》,《쉰들러 리스트 Schindler’s List》등으로 아카데미 음악상을 수상했으며 그래미상도 17회나 수상했다. 또한 1984년 로스앤젤레스 하계 올림픽의 팡파르와 1996년 애틀랜타 하계 올림픽의 공식 주제 음악도 작곡했으며, 지휘자로서의 자질도 뛰어나 기량을 인정받았다.
1956년, 그는 여배우 바버라 루익 (Barbara Ruick)과 결혼하였고, 제니퍼 윌리엄스 (Jennifer Williams; 1956년생), 마크 윌리엄스 (Mark Williams; 1958년생), 조셉 윌리엄스 (Joseph Williams; 1960년생), 세 자녀를 두었다. 1974년 3월에 그는 그녀와 사별하였으며, 6년이 지난 뒤 1980년 7월 21일에 서맨사 윈즐로 (Samantha Winslow)와 재혼하였다.

## 주요 영화 음악
- 1963년 《다이아몬드 헤드》
- 1963년 《기젯 로마 가다》
- 1964년 《킬러》
- 1965년 《우주가족 로빈슨》
- 1966년 《백만달러의 사랑》
- 1966년 《페넬로피》
- 1966년 《낫 위드 마이 와이프 유 돈》
- 1967년 《인형의 계곡》
- 1967년 《가이드 포 더 메리드 맨》
- 1969년 《굿바이 미스터 칩스》
- 1969년 《위험한 연인》
- 1969년 《리버스》
- 1971년 《제인 에어》
- 1971년 《지붕 위의 바이올린》 - 미국 아카데미상 수상
- 1972년 《11인의 카우보이》
- 1972년 《포세이돈 어드벤처》
- 1972년 《부부》
- 1972년 《환상 속의 사랑》
- 1973년 《하버드 대학의 공부벌레들》
- 1973년 《긴 이별》
- 1973년 《신데렐라 리버티》
- 1973년 《톰 쇼여》
- 1974년 《타워링》 - 미국 아카데미상 후보
- 1974년 《콘랙》
- 1974년 《슈가랜드 특급》
- 1974년 《대지진》
- 1975년 《죠스》 - 골든 글로브상, 미국 아카데미상 수상
- 1975년 《아이거 빙벽》
- 1976년 《미드웨이》
- 1976년 《가족 음모》
- 1976년 《미주리 브레이크》
- 1977년 《스타워즈 에피소드 IV: 새로운 희망》 - 골든 글로브상, 미국 아카데미상 수상
- 1977년 《미지와의 조우》 - 미국 아카데미상 후보
- 1977년 《블랙 썬데이》
- 1978년 《슈퍼맨》 - 그래미상, 미국 아카데미상 후보
- 1978년 《죠스 2》
- 1978년 《분노의 악령》
- 1979년 《1941》
- 1979년 《드라큘라》
- 1980년 《스타워즈 에피소드 V: 제국의 역습》 - 그래미상, 미국 아카데미상 후보
- 1981년 《인디아나 존스와 레이더스》 - 그래미상, 미국 아카데미상 후보
- 1981년 《하트비프》
- 1982년 《배반의 계절》
- 1982년 《E.T.》 - 골든 글로브상, 미국 아카데미상 수상
- 1982년 《죠르지오의 사랑》
- 1983년 《죠스 3》
- 1983년 《스타워즈 에피소드 VI: 제다이의 귀환》 - 미국 아카데미상 후보
- 1984년 《인디아나 존스》 - 미국 아카데미상 후보
- 1984년 《살아가는 나날들》
- 1985년 《어메이징 스토리》
- 1987년 《태양의 제국》
- 1987년 《슈퍼맨 4》
- 1987년 《이스트윅의 마녀들》
- 1989년 《우연한 방문객》
- 1989년 《인디아나 존스와 최후의 성전》
- 1989년 《7월 4일생》
- 1989년 《영원은 그대 곁에》
- 1990년 《나홀로 집에》 - 미국 아카데미상 후보
- 1991년 《스탠리와 아이리스》
- 1991년 《의혹》
- 1991년 《JFK》
- 1991년 《후크》
- 1992년 《파 엔드 어웨이》
- 1992년 《나홀로 집에 2 - 뉴욕을 헤메다》
- 1993년 《쥬라기 공원》
- 1993년 《쉰들러 리스트》 - 그래미상, 미국 아카데미상 수상
- 1995년 《사브리나》
- 1995년 《닉슨》
- 1996년 《슬리퍼스》
- 1997년 《쥬라기 공원 2: 잃어버린 세계》
- 1997년 《티벳에서의 7년》
- 1997년 《아미스타드》
- 1997년 《로즈우드》
- 1998년 《스텝맘》
- 1998년 《라이언 일병 구하기》 - 골든 글로브상, 그래미상, 미국 아카데미상 후보
- 1999년 《스타워즈 에피소드 I: 보이지 않는 위험》
- 2001년 《A.I.》 그래미상, 미국 아카데미상 후보
- 2001년 《쥬라기 공원 3》
- 2001년 《해리 포터와 마법사의 돌》 - 그래미상, 미국 아카데미상 후보
- 2002년 《스타워즈 에피소드 II: 클론의 습격》
- 2002년 《마이너리티 리포트》
- 2002년 《해리 포터와 비밀의 방》
- 2002년 《캐치 미 이프 유 캔》
- 2004년 《해리 포터와 아즈카반의 죄수》
- 2004년 《터미널》
- 2005년 《스타워즈 에피소드 III: 시스의 복수》
- 2005년 《우주 전쟁》 - 그래미상 후보
- 2005년 《게이샤의 추억》 - 골든 글로브상, 미국 아카데미상 후보
- 2005년 《뭔헨》 - 미국 아카데미상 후보
- 2006년 《슈퍼맨 리턴즈》
- 2008년 《인디아나 존스와 크리스탈 해골의 왕국》
- 2011년 《틴틴의 모험》
- 2012년 《워 호스》 - 미국 아카데미상 후보
- 2012년 《링컨》 - 골든 글로브상, 미국 아카데미상 후보
- 2013년 《책도둑》
- 2015년 《스타워즈 에피소드 VII: 깨어난 포스》- 미국 아카데미상 후보
- 2015년 《쥬라기 월드》
- 2016년 《마이 리틀 자이언트》

## 출연 작품
- 2021년 《엔니오: 더 마에스트로》(다큐멘터리)

## 같이 보기
- 제리 골드스미스